# Stolzemburg
Stolzemburg (luxemburgisch Stolzebuergⓘ; französisch Stolzembourg) ist ein kleines Dorf, Ortsteil der Gemeinde Pütscheid, im nordöstlichen Luxemburg. Im Jahr 2005 hatte das Dorf etwa 170 Einwohner.
Stolzebuerg liegt im Ourtal und am Fluss Our, 6 km nördlich (flussaufwärts) von Vianden und am Naturpark Our.

## Geschichte

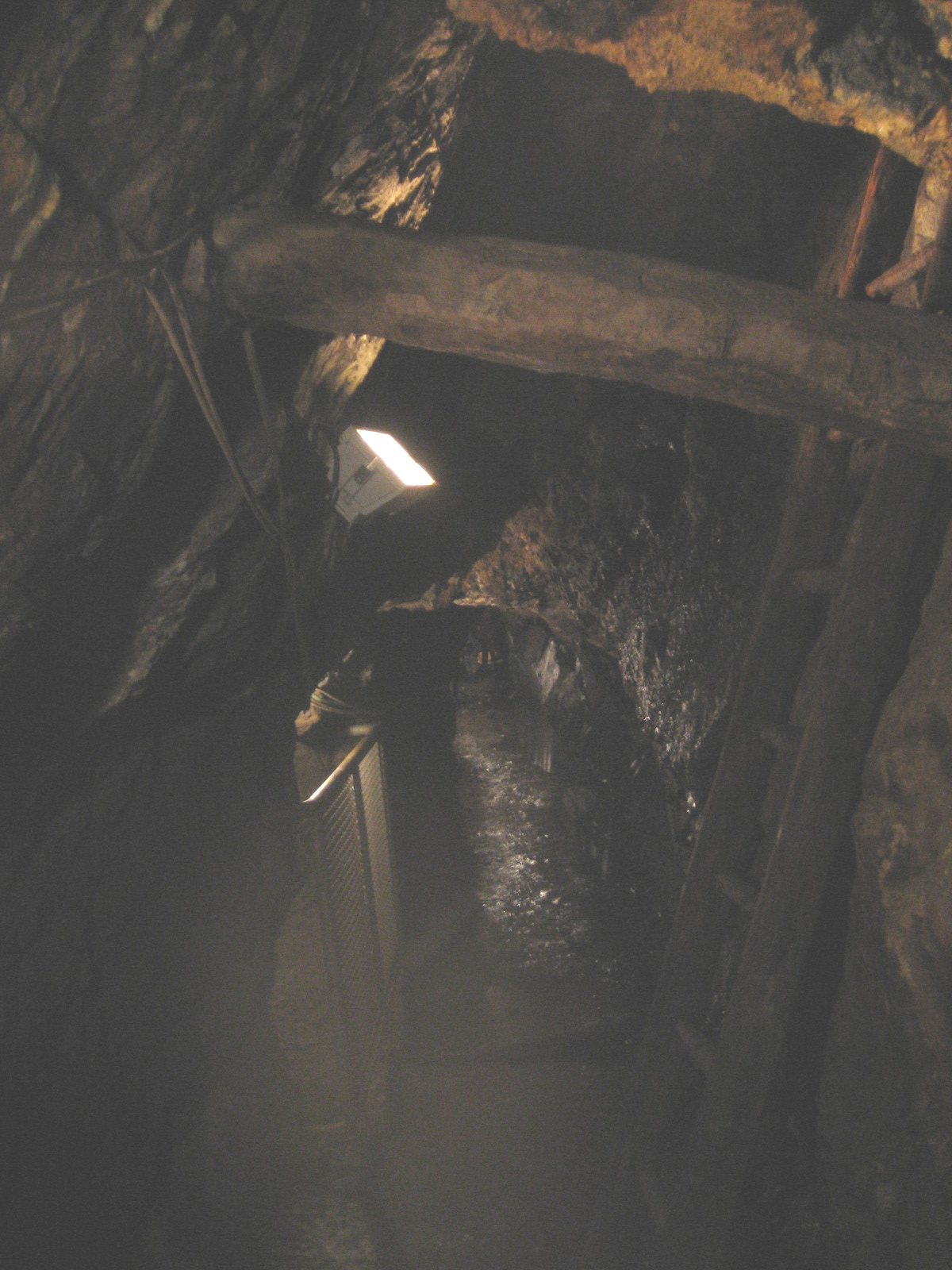
In der Kupfergrube

Das Dorfbild von Stolzemburg prägen das auf einer Anhöhe erbaute, neuzeitliche Schloss mit dem sich am Fuße des Schlossberges anlehnenden Kirchengebäude. Der von der alten Kirche 1761 erhaltene massive Turm weist hin zur 1885 erbauten Kirche.
Das erste Gotteshaus in Stolzemburg war wahrscheinlich die Burgkapelle. Im Dorf zeugen der vor 1585 erbaute Glockenturm und die Kirche von der Geschichte des Dorfes und seiner Pfarrei.

### Kupferbergbau von Stolzemburg
1,5 km von Stolzemburg entfernt befinden sich die Überreste der früheren Kupfergrube, an der mehrere Jahrhunderte lang Kupfererz abgebaut wurde.
Seit mehr als 500 Jahren haben die kupferhaltigen Erzadern des „Klangbach“ mehrere Investoren nach Stolzemburg gezogen, obwohl es etwas abseits liegt von den Industriegebieten. Um 1856–1938 hatte der Abbau beachtliche Größen erlangt. Es wurden hier früher bis zu 5000 Tonnen Kupfererz im Jahr abgebaut. Trotz häufigen Problemen durch Wassereinbrüche arbeitete die Grube rentabel.
Während der deutschen Besetzung im Zweiten Weltkrieg wurde hier Kupfer für die Rüstungsindustrie abgebaut.
Da die für die Wasserhaltung notwendigen Pumpen in den seit über 50 Jahren nicht mehr genutzten Stollen abgeschaltet sind, ist die Mehrzahl der Stollen geflutet.
Das Kupfergrube Museum (Musée Koffergrouf) informiert über den Kupferbergbau in der Ortschaft. In den letzten Jahren wurde dazu ein Teil der unterirdischen Stollen für die Öffentlichkeit zugänglich gemacht.

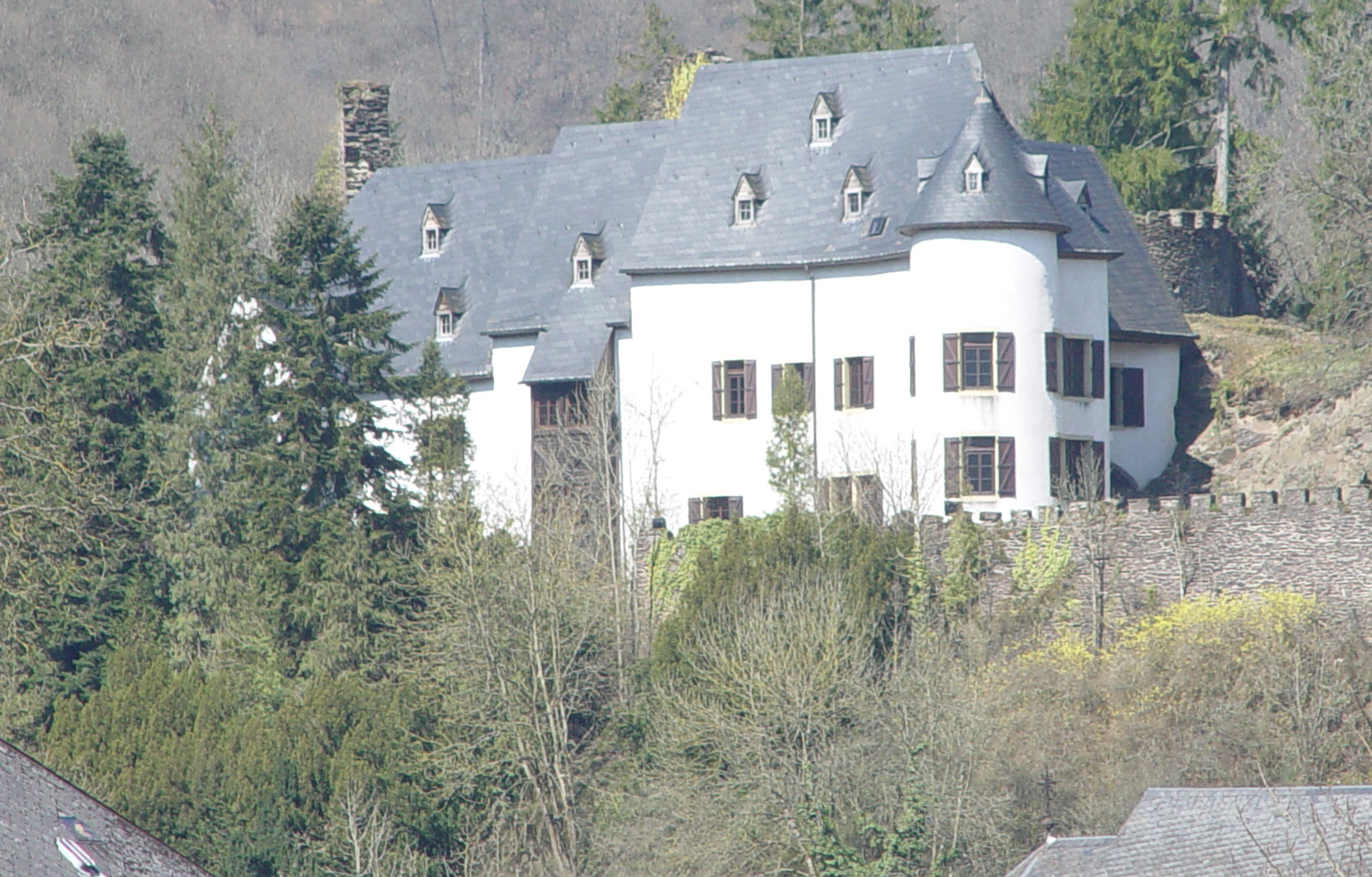
Die Burg Stolzemburg

### Burg Stolzemburg
Die Burg von Stolzemburg liegt auf einem Hügel nahe dem Zentrum des Ortes, sie wurde 1454 durch den Gouverneur Antoine I. de Croÿ zerstört. Später wieder neu aufgebaut, 1679 fiel sie den Belagerungstruppen Ludwig XIV. von Frankreich zum Opfer. Um 1898 wurde sie im schottischen Stil zum Landhaus umgebaut, heute ist sie in Privatbesitz.

## Persönlichkeiten
- Jacques Mangers, ehemaliger Bischof von Oslo